# Melinda Keszthelyi
Melinda Keszthelyi (* 22. April 1975) ist eine ungarische Badmintonspielerin, die auch für die USA startete.

## Karriere
Melinda Keszthelyi siegte 1996 bei den Slovenian International. 1998 siegte sie erstmals bei den nationalen Titelkämpfen in Ungarn. Im weiteren Verlauf ihrer Karriere startete sie dann für die USA und wurde dort ebenfalls nationale Meisterin. 2008 war sie wieder in Ungarn erfolgreich.

## Sportliche Erfolge
| Saison | Veranstaltung                              | Disziplin   | Platz | Name                                  |
| ------ | ------------------------------------------ | ----------- | ----- | ------------------------------------- |
| 1992   | Ungarn: Einzelmeisterschaften der Junioren | Damendoppel | 1     | Andrea Ódor / Melinda Keszthelyi      |
| 1993   | Ungarn: Einzelmeisterschaften der Junioren | Mixed       | 1     | Tamas Labodi / Melinda Keszthelyi     |
| 1993   | Ungarn: Einzelmeisterschaften der Junioren | Damendoppel | 1     | Andrea Ódor / Melinda Keszthelyi      |
| 1996   | Slovenian International                    | Damendoppel | 1     | Andrea Dakó / Melinda Keszthelyi      |
| 1998   | Ungarn: Einzelmeisterschaften              | Dameneinzel | 1     | Melinda Keszthelyi                    |
| 1998   | Ungarn: Einzelmeisterschaften              | Damendoppel | 1     | Andrea Dako / Melinda Keszthelyi      |
| 1999   | Ungarn: Einzelmeisterschaften              | Damendoppel | 1     | Andrea Dako / Melinda Keszthelyi      |
| 1999   | Boston Open                                | Mixed       | 1     | Andy Chong / Melinda Keszthelyi       |
| 1999   | Boston Open                                | Dameneinzel | 1     | Melinda Keszthelyi                    |
| 1999   | Boston Open                                | Damendoppel | 1     | Mai-Quyen Bui / Melinda Keszthelyi    |
| 2000   | USA: Einzelmeisterschaften                 | Mixed       | 1     | Wu Chibing / Melinda Keszthelyi       |
| 2004   | Brazil International                       | Damendoppel | 1     | Jennifer Coleman / Melinda Keszthelyi |
| 2005   | Weltmeisterschaft                          | Mixed       | 33    | Marc Lai / Melinda Keszthelyi         |
| 2008   | Ungarn: Einzelmeisterschaften              | Damendoppel | 1     | Krisztina Ádám / Melinda Keszthelyi   |
| 2008   | Ungarn: Einzelmeisterschaften              | Mixed       | 1     | Kristóf Horváth / Melinda Keszthelyi  |
| 2009   | Ungarn: Einzelmeisterschaften              | Damendoppel | 1     | Krisztina Ádám / Melinda Keszthelyi   |
| 2010   | Ungarn: Einzelmeisterschaften              | Damendoppel | 1     | Krisztina Ádám / Melinda Keszthelyi   |